# Gaetano Kanizsa
Gaetano Kanizsa, italijanski psiholog in umetnik, * 18. avgust 1913, Trst, Italija, † 8. junij 1993, Italija.
Rojen je bil madžarskemu očetu in slovenski materi, obiskoval je klasični licej in doštudiral na Univerzi v Padovi leta 1938 s tezo o eidetskem spominu. 1947 je postal asistent na Univerzi v Firencah. Leta 1953 pa se je vrnil v Trst kot profesor, to delo je opravljal naslednjih 30 let. Iz akademskega življenja se je upokojil leta 1988, vendar je nadaljeval s svojimi raziskavami vse do svoje smrti, leta 1993.
Kanizsa je bil dominantna figura v italijanski psihologiji. Bil je predstavnik Gestalt psihologije. Postal je slaven v sedemdesetih, ko je objavil članke o iluzornih obrisih. Najbolj poznan je po optični iluziji, ki jo je sam narisal - Kanizsevem trikotniku.